# Carrier (Chemie)
Ein Carrier ist ein aus der englischen Sprache übernommener Begriff in der Chemie und bedeutet übersetzt „Träger“. Ein Carrier beschleunigt oder ermöglicht den Transport von Stoffen. Bei diesem Stofftransport geht es um die Überwindung von Trennschichten (z. B. von Membranen, Phasengrenzen usw.) unter dem begünstigenden Einfluss des Carriers.

## Beispiele
- Ionentransport: Der Stofftransport von Ionen durch Membranen kann durch Carrier aus der Gruppe der Makrolide ermöglicht werden.[2]

- Biochemie: In der Biochemie wird der Durchgang von Adenosintriphosphat und Adenosindiphosphat durch die Mitochondrien-Membran durch bestimmte Wirkstoffe (= Carrier) begünstigt.[3]

## Verwendung in der Praxis
- Kosmetik: Salbengrundlagen  werden als Carrier für Wirkstoffe betrachtet.[1]
- Textilchemie: Carrier werden als „Schlepper“ bezeichnet und dienen der beschleunigten Färbung von Textilien, besonders bei Synthesefasern.[1]